# عبد العليم (اسم)
عبد العليم هي اسم عربي يتكون من جزأين عبد و العليم. العليم تعتبر من أسماء الله الحسنى المذكورة في القرآن. أشخاص مشهورون مسمون بعبد الحليم :
- هلال السعيد عبد العليم (1940–2007) صحفي مصري.
- عبد العليم خطاب (1913 - 1978)، ممثل مصري.